# Orientalismo (libro)
Orientalismo es un libro escrito por Edward W. Said en 1978, a través del cual el autor estableció por primera vez el término "Orientalismo": un concepto crítico que describe la forma en que Occidente elabora una representación reduccionista de Oriente (las sociedades y pueblos de Asia, África del Norte y Oriente Medio). Said argumenta que el Orientalismo, entendido en el sentido académico que Occidente utiliza sobre Oriente Medio, está estrechamente ligado a las sociedades imperialistas que produjeron dicha representación de Oriente. Por lo tanto el Orientalismo es un término intrínsecamente político y servicial al poder.
Según Said, en Oriente Medio, las prácticas sociales, económicas y culturales de las clases dirigentes árabes son sátrapas imperiales que han interiorizado una versión romántica de la cultura árabe que fue explícitamente creada por los franceses, británicos, americanos y orientalistas. Algunos de los ejemplos que aparecen en el libro incluyen análisis críticos de la literatura colonial de Joseph Conrad.
A través de la aplicación crítica del posestructuralismo, el Orientalismo tuvo una gran influencia en el desarrollo de teoría literaria, de la crítica cultural, y en el campo de los estudios orientales, especialmente en relación con la metodología utilizada por los académicos a la hora de examinar, describir o explicar Oriente Medio. Además, Orientalismo se estableció como el texto fundacional para el campo de los estudios postcoloniales.
Como figura intelectual pública, Edward Said debatió a historiadores y académicos de estudios de área, notablemente, al historiador Bernard Lewis, quién describió la tesis de Orientalismo como "antioccidental." Para las siguientes ediciones de Orientalismo, Said escribió un prefacio (2003) dirigiendo las discusiones en torno al libro como crítica cultural.

## Visión general

### "Orientalismo"
El término Orientalismo se refiere a la exageración de la diferencia entre culturas, así como a la presunción de superioridad occidental, y a la aplicación de modelos analíticos para describir el mundo Oriental basados en clichés. Como tal, el Orientalismo se considera como los cimientos de las representaciones culturales inexactas que representan las fundaciones del pensamiento occidental sobre las percepciones del mundo oriental, específicamente sobre Oriente Medio. 
El término tiene por lo menos tres significados diferentes aunque interrelacionados:: 2–3 
1. Una tradición académica o un campo de estudio;
2. Una manera de ver el mundo, entendido como una presentación del "estilo de pensamiento basado en una distinción ontológica y epistemológica entre 'Oriente' y 'Occidente';" y
3. Un potente instrumento político de dominación.

La característica principal de Orientalismo es un "sutil y persistente prejuicio eurocéntrico contra los pueblos árabe-islámicos y su cultura," que deriva de las concepciones occidentales sobre lo que significa Oriente (entendido como las representaciones culturales) que acaban reduciendo lo oriental a esencias ficcionales sobre los "pueblos Orientales" y "los lugares de Oriente". Tales representaciones dominan el discurso de los pueblos occidentales en relación con los pueblos no occidentales.
Así, dichas representaciones culturales suelen describir Oriente como primitivo, irracional, violento, despótico, fanático, y esencialmente inferior a los occidentales. De tal manera, la "ilustración" de Oriente solo podría ocurrir cuándo los valores “tradicionales” y “reaccionarios” sean reemplazados por las ideas “contemporáneas” y “progresivas” procedentes de Occidente o de influencia occidental.

## Antecedentes culturales
La idea de "Oriente" fue inicialmente conceptualizada por los orientalistas franceses e ingleses durante el siglo XVIII, y fue finalmente adoptada en el siglo XX por los orientalistas americanos.
Como tal, los estereotipos orientalistas de las culturales orientales han servido, y siguen sirviendo como justificaciones implícitas de las ambiciones coloniales y de la voluntad imperial de los poderes de los Estados Unidos y de Europa.
 

## Tesis principal
El Orientalismo (1978) propone que en realidad la mayoría del estudio occidental sobre la civilización islámica ha consistido en un ejercicio de intelectualismo político y en un ejercicio psicológico de autoafirmación de la "identidad europea"; más que en un ejercicio objetivo de conocimiento intelectual y de estudio académico de las culturas orientales. Por tanto, el Orientalismo describe un método de discriminación práctica y cultural que se aplicó a las sociedades no europeas y a sus pueblos para establecer el dominio imperial europeo.: 2–3  Los textos académicos occidentales sobre el Oriente así como las percepciones sobre el Oeste presentadas en Orientalismo, son representaciones culturales basadas en imágenes ficticias que Occidente ha creado sobre Oriente. La historia del dominio colonial europeo y de la dominación política de las civilizaciones orientales, distorsiona la objetividad intelectual, incluso de los más versados orientalistas occidentales; así el término "Orientalismo" se ha convertido en una palabra peyorativa sobre los pueblos y las culturas que no son occidentales.
 
La idea principal de que las representaciones culturales se convierten en herramientas para la dominación y el control son una de las tesis principales de la aproximación crítica que Said propone en Orientalismo. Said argumentó también durante sus últimos años, que aunque las representaciones tienen una función esencial para las sociedades y la vida humana - ya que son tan esenciales como la lengua en sí - las representaciones que son autoritarios o represivas han de cesar, ya que no proporcionan ningún tipo de posibilidad real para aquellos que son presentados, de poder intervenir en dicho proceso de representación.
Así, la alternativa al sistema de representación excluyente para Said sería un sistema que  sea "participativo y colaborativo, y que no coaccione, contrario así a cualquier imposición". Said no obstante, reconoció la extrema dificultad que implica esta alternativa. Una dificultad que se da porque los avances en la "transferencia electrónica de imágenes" están incrementando la concentración de los medios en manos de los poderes y de transnacionales. 

### El Otro
El orientalismo concluye que el "conocimiento occidental del mundo oriental," entendido como Orientalismo, describe de manera ficcional el Oriente como un "Otro"  irracional, psicológicamente débil, feminizado y no-europeo, que es negativamente contrastado con la idea del Oeste racional, psicológicamente fuerte, y masculino. Una relación binaria dónde destaca la jerarquía entre debilidad y fuerza que deriva de la necesidad psicológica europea de crear una diferencia de desigualdad cultural, entre el Oeste y Este. Una desigualdad que se atribuye a "las esencias culturales inmutables" inherentes a los pueblos Orientales.: 65–7 
La idea de dicho tipo de Oriente ha jugado una función central a la hora de construir la cultura europea, ya que ha “ayudado a definir Europa (o el Oeste) y contrastar su imagen, idea, personalidad y experiencia.”: 1–2  La relación binaria entre Occidente-fuerte y  Oriente-débil refuerza los estereotipos culturales que surgieron con los textos literarios, culturales, e históricos y que describen una realidad más ficticia que factual. Aun así, dichos textos orientalistas, dan al lector un entendimiento limitado de la vida en el Oriente Medio, ya que el Orientalismo acaba mezclando las diferentes sociedades orientales un mundo homogéneo oriental.